# Aalto-universitetets handelshögskola
Aalto-universitetets handelshögskola (Aalto BIZ, finska: Aalto-yliopiston kauppakorkeakoulu, engelska: Aalto University School of Business) är en högskola inom Aalto-universitetet, som före 2010 var ett självständigt universitet under namnet Helsingfors handelshögskola (finska Helsingin kauppakorkeakoulu; engelska Helsinki School of Economics, HSE). Den är Finlands största enhet för forskning och utbildning inom handelsvetenskap.
Vid handelshögskolan kan man erhålla examina på doktors-, licentiat-, magister- och kandidatnivå. Sedan dess grundande år 1911 har följande antal examina erhållits från handelshögskolan (fram till 2004):
- 12 609 kandidater
- 9 596 magistrar
- 316 licentiater
- 248 doktorer

Aalto-universitetets handelshögskola är medlem i CEMS och ackrediterad av EQUIS. 

## Institutioner och övriga enheter
- Institutionen för finansiering
- Institutionen för informations- och serviceekonomi
- Institutionen för kommunikation
- Institutionen för ledarskap och internationell affärsverksamhet
- Institutionen för marknadsföring
- Institutionen för nationalekonomi
- Institutionen för redovisning
- Centrum för småföretag
- Forskningscentrum för internationella marknader CEMAT
- Forskningscentrum för kunskap och innovationer CKIR